# Laxmannia
Laxmannia é um género botânico pertencente à família Laxmanniaceae.
1. ↑  «Laxmannia — World Flora Online». www.worldfloraonline.org. Consultado em 19 de agosto de 2020